# Nyújtsd a kezed program
A Nyújtsd a kezed oktatási program keretében hátrányos helyzetű, elsősorban gyermekotthonban élő gyermekek számára szerveznek programokat, foglalkozásokat középiskolás önkéntesek.

## Leírás
Felnőtt mentorok, pedagógusok, szociális munkások készítik fel a középiskolásokat, akik 3-4 fős csoportokban dolgoznak a foglalkozások megszervezésében, tervezésében és lebonyolításában. Részvételük fejleszti szervezőkészségüket, toleranciájukat, kreativitásukat és tanulási motivációjukat.
A heti rendszerességgel szervezett tanulócsoportokon, kulturális, kézműves és szabadidős tevékenységeken túl havonta „külsős”, a nevelőotthon területén kívüli programokon vesznek részt, valamint „kerekasztal beszélgetéseken” vesznek részt a középiskolájukban, ahol beszámolnak élményeikről, megosztják tapasztalataikat, kipróbálják egymás és saját ötleteit a gyakorlatban.
A nevelőotthonban élő gyermekek elsajátíthatnak különféle tanulási stratégiákat, a tanulmányi „fehér foltok” kitöltésre kerülnek, megismerkedhetnek alternatív életmintákkal, célokat tűzhetnek ki maguk elé, jelentősen motiváló hatásúak lehetnek a foglalkozások. A családban felnövő gyerekek megismerhetik más körülmények között élő társaik mindennapjait, felmerülő gondjait és speciális helyzetét, formálódik felelősségérzetük, motivációjuk, ugyanakkor megtanulják strukturálni, rendszerezni a részfeladatokat, tervet szerkeszteni egy adott cél elérése érdekében, ami a későbbiekben is elengedhetetlen készség lesz számukra a mindennapi életben.

## Témalista

### Szeptember
Program előkészítése

### Október
Művészetek hónapja

A gyerekek különböző művészeti ágakkal, kézműves elfoglaltságokkal ismerkedhetnek meg. Látogatás a Szépművészeti Múzeumban.

### November
Mesterségem címere

A gyerekek megismerik a régi mesterségeket (cipész, kékfestő, mézeskalács-készítés, kosárfonó, stb.) és alkalmuk nyílik kipróbálni ezeket. Adventi koszorúk készítése.
A Mikulás-program előkészületeként ajándékokat készítenek, amelyeket a Mikulás tovább visz más gyermekotthonokba, illetve iskolákba (A Mikulás programkor a gyerekek is kapnak majd ajándékot más gyerekektől)

### December
Karácsony – Advent
Mikulás-program (december 6.) – A Mikulás és segítői körbejárnak a gyermekotthonban, és ajándékoznak. Karácsonyi sütés-főzés, karácsonyi ünnepség. Programzárás. KIÁLLÍTÁS: Az én karácsonyom. Jótékonysági est.

### Január
Ember és környezetvédelem
Környezetünk védelmének fontossága. környezetvédelmi verseny
Az ember: egészséges étkezés, OÉTI, környezetvédelmi előadás, „pizsamaparti”

### Február
Valentin – és az első randi
Valentin-nap. Férfiak és nők – szerepjáték, előadás (randevú, étteremben hogyan viselkedjünk, stb.). Szexuális ismeretek és foglalkozás (előzetes kérdőív); meghívott előadó.

### Március
Húsvét
Népszokások Magyarországon, hogyan ünneplik a húsvétot.
Előkészülés, nyuszivárás (írókázás, tojásfestés, dekorációk, stb)
Húsvéti Nyuszi-hajsza (játékos ajándékkeresés a gyermekotthonban, vetélkedők).

### Április
Földünk, a kék bolygó
Virágültetés, faültetés, kertészkedés, lakókörnyezetünk ápolása, szebbé tétele. Környezetvédelmi verseny végeredménye (ajándék). Sportnap; kirándulás.

### Május
Kicsiny színes foltok a palettán
A hónap témája az egyén és a társadalom. A gyerekek megismerkednek a különböző társadalmi csoportokkal, nemzetiségekkel Magyarországon.
Cél: A gyerekek megismertetése a magyarországi nemzetiségekkel, LMBT fiatalokkal. Az elfogadás és megértés népszerűsítése, segítőkészség fejlesztése.
Ötletek: Ability Park, Láthatatlan kiállítás, LMBT (Szivárvány egyesület); meghívott előadók. KIÁLLÍTÁS, melynek témája: „Kicsiny színes foltok a palettán” – a gyerekek frissen megszerzett ismereteik alapján